# Claoxylon longipetiolatum
Claoxylon longipetiolatum är en törelväxtart som beskrevs av Wilhelm Sulpiz Kurz. Claoxylon longipetiolatum ingår i släktet Claoxylon och familjen törelväxter. Inga underarter finns listade i Catalogue of Life.